# Racopilum perrieri
Racopilum perrieri är en bladmossart som beskrevs av Thériot 1920. Racopilum perrieri ingår i släktet Racopilum och familjen Racopilaceae. Inga underarter finns listade i Catalogue of Life.